# Рекреативу ду Либоло
«Клуб Рекреативу Деспортиву ду Либоло» (порт. Clube Recreativo Desportivo do Libolo), «Рекреативу ду Либоло» (порт. Recreativo do Libolo) или просто «СРД Либоло» — ангольский футбольный клуб из города Либоло, основанный в 1942 году. Выступает в Жирабола, сильнейшем дивизионе Анголы. Домашние матчи проводит на стадионе «Калулу», вмещающем 10 000 зрителей. Один из лидеров ангольского футбола конца нулевых — начала десятых годов XXI века. Первого крупного успеха клуб добился в 2008 году, когда вышел в финал Кубка Анголы, а также занял 3-е место в чемпионате, это достижение дало право клубу выступить в Кубке Конфедерации КАФ, где он дошёл до 1/4 финала. На следующий год «Рекреативу ду Либоло» стал вице-чемпионом Анголы, этот успех позволил клубу впервые в своей истории принять участие в Лиге чемпионов КАФ. Дебют команды в Лиге чемпионов КАФ в 2010 году сложился неудачно, уже в предварительном раунде он уступил по сумме двух матчей со счётом 2:3 скромному руандийскому клубу «АПР». В 2011 году клуб добился наибольшего успеха в своей истории, став чемпионом Анголы, «Рекреативу ду Либоло» стал седьмым клубом в истории, становившимся чемпионом Анголы. В следующем сезоне команда из Либоло повторила свой успех, став двукратным чемпионом Анголы. Выступление клуба в Лиге чемпионов КАФ в 2012 году сложились немногим удачнее, чем в предыдущий раз: в предварительном раунде он победил сильный южноафриканский клуб «Орландо Пайретс», но в первом раунде проиграл нигерийскому «Саншайн Старз».

## Достижения
- Победитель Жирабола — 2 (2011, 2013)
- Финалист Кубка Анголы — 1 (2008)
- Финалист Суперкубка Анголы — 1 (2012)

## Участие в афрокубках
- Лига чемпионов КАФ: 2 раза

2010 - Предварительный раунд
2012 - Первый раунд
- Кубок Конфедерации КАФ: 1 раз

2009 - 1/8 финала